# Kasih
Kasih is een bestuurslaag in het regentschap Purbalingga van de provincie Midden-Java, Indonesië. Kasih telt 2725 inwoners (volkstelling 2010).